# Dalmatia
Dalmatia (tiếng Croatia: Dalmacija, phát âm tiếng Croatia: [dǎlmaːt͡sija]; là một vùng lịch sử của Croatia nằm trên bờ biển phía đông của biển Adriatic. Vùng trải dài từ đảo Rab ở tây bắc đến vịnh Kotor ở đông nam. Trong nội địa, Zagora thuộc Dalmatia có chiều rộng dao động từ 50 km ở phía bắc đến chỉ vài km ở phía nam. Tên gọi của loài chó Dalmatia bắt nguồn từ tên vùng Dalmatia, cũng như dalmatic, một lễ phục tế lễ của các phó tế và Giám mục trong Giáo hội Công giáo Rôma.
Tên gọi Dalmatia bắt nguồn từ tên gọi bộ tộc Dalmatae, liên hệ với tiếng Illyria delme, dele trong tiếng Albania hiện đại, nghĩa là "cừu".
Trong thời cổ xưa, tỉnh Dalmatia của La Mã lớn hơn rất nhiều so với quận Dalmatia của Croatia ngày nay, trải dài từ Istria ở phía bắc đến Albania lịch sử ở phía nam. Dalmatia không chỉ là một đơn vị địa lý, mà còn là một thực thể dựa trên nền văn hóa và các kiểu định cư tương tự nhau, một vành đai bờ biển hẹp phía đông biển Adriatic, khí hậu Địa Trung Hải, thảm thực vật lá cứng của tỉnh Illyria, nền cácbon Adriatic, và địa mạo karst.

## Địa lý
Dãy núi Dinaric Alps bao phủ hầu hết các khu vực, chạy từ tây-bắc đến đông-nam. Vùng bờ biển có khí hậu Địa Trung Hải, trong khi vào sâu trong nội địa thì khí hậu mang tính lục địa vừa phải. Tại các khu vực đồi núi, mùa đông giá lạnh và có tuyết rơi, trong khi mùa hè nóng và khô. Ở phía nam, mùa đông êm dịu hơn. Qua nhiều thế kỷ, nhiều cánh rừng đã bị chặt hạ và chúng bị thay thế bằng các cây bụi. Có thảm thực vật thường xanh ở vùng ven biển. Đất đai Dalmatia thường xấu, ngoại trừ tại các đồng bằng ở những khu vực có các đồng cỏ tự nhiên, đất đai màu mỡ và mùa hè ấm áp cung cấp cơ hội cho công việc canh tác. Ở những nơi khác, việc canh tác chủ yếu là không thể vì địa hình đồi núi, mùa hè nóng và đất xấu, song Ô liu và nho có thể phát triển tốt. Các vùng núi đá vôi có ranh giới với khu vực ven biển sản xuất các loại nho để sản xuất rượu với chất lượng cao, đặc biệt là các vườn nho tại khu vực Dingač. Dalmatia khan hiếm tài nguyên thiên nhiên song có một lượng đáng kể bô-xít. Điện năng chủ yếu được sản xuất tại các nhà máy thủy điện.
Các ngọn núi lớn nhất Dalmatia là Dinara, Mosor, Svilaja, Biokovo, Moseć, Veliki Kozjak và Mali Kozjak. Bộ phận của vùng Dalmatia lịch sử, khu vực ven biển giữa Istria và vịnh Kotor, bao gồm núi Orjen tại Montenegro với cao độ 1894 m. Tại Dalmatia ngày nay, đỉnh cao nhất là Dinara (1913 m), song không phải là một ngọn núi ven biển, các ngọn núi ven biển cao nhất thuộc Dinaric là Biokovo (Sv. Jure 1762 m) và Velebit (Vaganski vrh 1758 m), mặc dù Vaganski vrh nằm ở Lika-Senj.
Các hòn đảo lớn nhất của Dalmatia là Brač, Cres, Dugi Otok, Hvar, Korčula, Krk, Lastovo, Mljet, Pag, Pašman, Ugljan, and Vis . Các sông chính là Zrmanja, Krka, Cetina và Neretva.
Biển Adriatic có chất lượng nước tốt, cùng với một số lượng lớn các vịnh nhỏ, hải đảo và eo biển, đã khiến cho Dalmatia trở thành một nơi hấp dẫn đối với các cuộc đua thuyền, du lịch hàng hải, và du lịch nói chung. Dalmatia cũng có một vài vườn quốc gia-cũng là những nơi thu hút du lịch: sông vùng đá vôi Paklenica, quần đảo Kornati, các ghềnh trên sông Krka và đảo Mljet.

## Hành chính
Phần lớn Dalmatia nằm tại Croatia, gần tương đương với bốn hạt cực nam của nước này, được liệt kê từ bắc xuống nam:
| Hạt               | Trụ sở hạt | Diện tích(km²) | Dân số (điều tra 2011) |
| ----------------- | ---------- | -------------- | ---------------------- |
| Zadar             | Zadar      | 3.642          | 170.398                |
| Šibenik-Knin      | Šibenik    | 2.939          | 109.320                |
| Split-Dalmatia    | Split      | 4.534          | 455.242                |
| Dubrovnik-Neretva | Dubrovnik  | 1.783          | 122.783                |
| Tổng              | Tổng       | 12.898         | 857.743                |

Các thành phố lớn tại vùng Dalmatia của Croatia là Biograd, Kaštela, Sinj, Solin, Omiš, Knin, Metković, Makarska, Trogir, Ploče, và Imotski.